# Књижара (филм)
Књижара је драма филм из 2017. године који је режирала Изабела Коишет по истоименом роману Пенелопе Фицџералд. Главне улоге у филму тумаче Емили Мортимер, Патриша Кларксон и Бил Нај.
Филм је сниман у лето 2016. године у Барселони и Северној Ирској.

## Синопсис
Радња филма се дешава крајем педесетих година прошлог века. Флоренс Грин, удовица, одлучила је отворити књижару у малом приморском градићу Хардбру, у својим просторијама куће која је била пре тога влажна и напуштена некретнина која је била дуги низ година празна. Након што је реновирала и уселила се, она сазнаје да је Виолет Гамарт, утицајна и амбициозна локална становница, приватно одредила ту исту кућу за свој пројекат кућних љубимаца, локални уметнички центар - пројекат који нема намеру да одбаци иако имање више није празно. Уз помоћ неколико грађана, гђа Гамарт покушава да избаци Флоренс, покушавајући да затвори књижару.
Флоренс посао иде довољно добро али јој помаже у књижари млада комшиница Кристина. Она је веома ефикасна, иако каже да не воли много да чита књиге. Њихов најбољи купац је богати човек Едмунд Брундиш, који почиње имати осећања за Флоренс док је упознаје са новим ауторима. Сазнавши за претње у пословању књижаре, он добровољно изађе да посети госпођу Гамарт и каже јој да одустане. Труд који је у то уложио превише је за њега и он умире.
Нећак гђе Гамарт, заступник у Парламенту, спонзорише нацрт закона којим се локалним већима омогућује откуп било које историјске зграде која је остала неискоришћена пет година. Рачун се доноси, кућа се обавезно купује, а Флоренс је избачена из радње. Флоренс креће из града трајектом, а Кристина је махала са кеја. Како се чамац удаљава схватила је да је Кристина запалила Стару кућу.
Сцена се пребацује у данашњи дан и постаје јасно да је приповедач одрасла Кристина, која сада води своју књижару.

## Критика
На веб страници агрегатора за рецензије Ротен томејтоуз, филм има оцену одобравања од 57% на основу 72 рецензије и просечну оцену 5,2 / 10. Критични консензус веб локације гласи: "Адаптација која је тако слична изворном роману. Филм на Метакритику има просечну оцену од 62 од 100, засновану на 22 критичара, што указује на "опште повољне критике".

## Награде
Режисерка и сценаристкиња овог филма, Изабел Коишет је на церемонији доделе награда Гоја добила награде за најбољи филм, режију и сценарио 2018. године.